# Cornebarrieu
Cornebarrieu (em occitano:  Còrnabarriu) é uma comuna francesa na região administrativa da Occitânia, no departamento do Alto Garona. Estende-se por uma área de 18.7 km², com 6.862 habitantes, segundo o censo de 2018, com uma densidade de 370 hab/km².